# NGC 4380
NGC 4380 é uma galáxia espiral (Sab) localizada na direcção da constelação de Virgo. Possui uma declinação de +10° 01' 00" e uma ascensão recta de 12 horas, 25 minutos e 22,1 segundos.
A galáxia NGC 4380 foi descoberta em 10 de Março de 1826 por John Herschel.